# Pont-d’Ouilly
Pont-d’Ouilly település Franciaországban, Calvados megyében. Lakosainak száma 999 fő (2022. január 1.). Pont-d’Ouilly Clécy, Cossesseville, Le Détroit, Le Mesnil-Villement, Pierrefitte-en-Cinglais, Saint-Denis-de-Méré, Tréprel, Cahan és Ménil-Hubert-sur-Orne községekkel határos.

## Népesség
A település népességének változása:
| Lakosok száma | 1279 | 1049 | 1002 | 1040 | 1042 | 1038 | 999  | 975  | 961  | 999  |
|               | 1968 | 1982 | 1990 | 2006 | 2013 | 2015 | 2017 | 2019 | 2020 | 2022 |